# زیرتنگ بیجنوند
زیرتنگ بیجنوند، روستایی از توابع بخش زاگرس شهرستان چرداول در استان ایلام کشور ایران است. زیرتنگ بیجنوند بزرگترین روستای دهستان بیجنوند و مرکز آن می باشد.

## طبیعت و پیشینه
زیرتنگ بیجنوند دارای آب و هوای معتدل کوهستانی است. تابستان های آن گرم و زمستان های سرد و پر بارش دارد. زیرتنگ در کوهپایه کوهی با غارهای طبیعی کم عمق بنا شده. در ضلع دیگر آن رود فصلی است که از سمت میان قلعه سرازیر شده و با عبور از تنگه بِی به رودخانه سیمره در نیدوله ملحق می شود. زیرتنگ دارای مناظر طبیعی زیبایی است که در بهار بسیار دلنشین و دیدنی است. همچنین این روستا قدمتی تاریخی دارد و دارای یک آتشکده مربوط به دوره ساسانی و منطقه باستانی کرناچی می باشد. از این روستا آثار باستانی زیادی نیز کشف شده است.

## امکانات
امکانات این روستا شامل؛ دبستان، مدرسه راهنمایی و دبیرستان، درمانگاه، خانه بهداشت، داروخانه، کتابخانه، کانون فرهنگی، مسجد، پست بانک(دارای دستگاه خودپرداز)، سالن ورزشی و زمین چمن ورزشی است. همچنین دارای چند سوپرمارکت، سوپر میوه و پروتئینی، نانوایی، سفره خانه، کافی نت(دارای دستگاه خودپرداز)، مرکز سرویس خودرو و کارواش و ... می باشد. کشاورزان و دامداران در این روستا اقدام به عرضه مستقیم محصولات خود می کنند.

## جمعیت
این روستا در دهستان بیجنوند قرار دارد و براساس سرشماری مرکز آمار ایران در سال ۱۳۸۵، جمعیت آن ۵۰۱ نفر (۱۱۰خانوار) بوده‌است.

## زبان
زبان تمام مردم زیرتنگ لکی می باشد.